# Astrum
En astrogeologia, astrum (plural astra; abr. AS) és una paraula llatina que significa «estrella» que la Unió Astronòmica Internacional (UAI) utilitza per indicar un accident topogràfic en una superfície planetària consistent en estructures radials típiques del planeta Venus. Actualment la Unió Astronòmica Internacional en desaconsella l'ús i els trets planetaris antigament anomenats com a astra s'han rebatejat amb altres descriptors.